# 希臘突厥主義
希臘突厥主義（希臘語：Ελληνοτουρκισμός，；土耳其語：Helenotürkizm ）是一個政治概念，旨在建立希臘-土耳其政治整體、民族和文化認同與融合的政治實體，並將其命名為東地中海聯盟。這個概念是基於希臘和土耳其人民和文化的文明事實--即自公元 11 世紀以來的共居和相互依存，但大部分信仰者儘管普遍支持，他們終究認為一個國家和人民擁有相似的文化、傳統、歷史，以及混合的基因相似性才能使其融合。還有另一派信仰者認為，這樣的統一將在歐盟和北約內部創造一個新的全球和區域、軍事和經濟的新力量，甚至可以解決長久以來愛琴海問題，也就是塞浦路斯、希臘和土耳其的爭端。

## 背景
根據德米特里·克兹科斯的說法，從波斯帝國和亞歷山大帝國時期，到公元 20 世紀鄂圖曼帝國的崩潰，中間區域一直被具有共同文明特徵的普世帝國所覆蓋，儘管事實上它先後落入波斯人、希臘人、羅馬人、拜占庭人手中，最後落入鄂圖曼人手中。自居魯士大帝時代以來就存在的這一中間區域的中心文明，自公元 11 世紀以來一直具有希臘和土耳其文化的融合特徵。帝國的普世主義是希臘突厥主義。

## 歷史

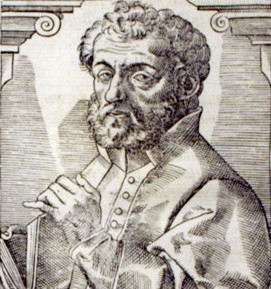
特拉比松 (1395-1484 年) 希臘突厥主義創始人

在 15 世紀，一位希臘哲學家，特拉比松（1395-1484 年），他首先提出綜合阿列維主義形式的伊斯蘭教和希臘形式的東正教，被希臘突厥主義的一些支持者視為其意識形態的主要思想家和創始人。他在 1466 年的一封信中稱帝國的新統治者法提赫或征服者穆罕默德為希臘人和整個地球的合法皇帝，也是希臘人和土耳其人的共同皇帝。
在 20 世紀，希臘突厥主義的意識形態被歷史學德米特里·克兹科斯復興，他從 1966 年開始，發表了大量關於這一主題的書籍、文章和論文，並在希臘和土耳其開展了政治活動，作為希臘總統康斯坦蒂诺斯·卡拉曼利斯的資政和土耳其總統图尔古特·厄扎尔的顧問努力為土耳其-希臘聯邦奠定基礎。

## 近期
根據支持者的說法，希臘、土耳其和塞浦路斯之間的雙語“希臘土耳其聯邦”（東地中海聯邦）將（在某種程度上）成為如同拜占庭/奧斯曼帝國的政治實體；從而填補了東地中海地區因這兩個歷史性超級大國缺席而留下的政治、文化和經濟真空。它將擁有巴爾幹地區最大的經濟和軍事力量，同時地處中東、東地中海、高加索和中亞，地理位置優越而可能成為重要的全球大國。在 2010-2015 年希臘金融危機期間，這個想法在土耳其和希臘都重新浮出水面。

## 支持者及其作品

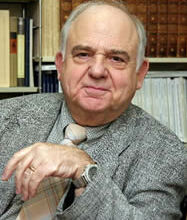
德米特里·克兹科斯(1935年–2021年)希臘與土耳其政治顧問

- 德米特里·克兹科斯 , 希臘與土耳其政治顧問
- 乔治斯·帕帕佐普洛斯，1967年希臘軍政府的主政者

### 作品
- 《Türk-Yunan Şiiri》（土耳其-希臘詩歌），又名《Olmasın Varsın》（別讓你不存在），是土耳其前總理寫的兩國人民友誼詩。土耳其，比伦特·埃杰维特，早年在倫敦擔任作家和詩人，1947 年。